# Děvčátko v kožuchu
Děvčátko v kožuchu je obraz malíře Joži Uprky.

## Popis
Na obraze autor uvolněným až impresionistickým stylem a jemnými tóny zachytil ponurou podzimní atmosféru s pozdně odpoledním nebem. Centrálním výjevem je zde malé děvče z Kněždubu. Za dívkou lze vidět pár stromů s uschlými listy a pole. Děvčátko se klidným pohledem dívá mimo
diváky doprava. Na sobě má tradiční kněždubský kožuch ovázaný žlutým šátkem, na hlavě čepeček a rudý šátek. Tváře má trošku narůžovělé od chladného vzduchu.

### Doplňující informace
Obraz se momentálně nachází v depozitáři MG v Brně. V minulosti byl vystavován jen zřídka, například na souborné výstavě ke 100. výročí narození autora, která se konala v Hodoníně roku 1961, nebo ve stálé expozici MG v Brně. Děvčátko v kožuchu se neřadí mezi zásadní díla Joži Uprky.